# Cupano
Cupano (em latim: Cupan(us); em húngaro: Koppány) foi um nobre magiar do final do século X, duque de Simígio. Segundo a visão consensual dos estudiosos modernos, era membro da Casa de Arpades. Cupano era senhor da região sul da Transdanúbia durante o reinado de Géza, que governou entre o começo da década de 970 e 997. Com a morte de Géza, reclamou o trono contra o filho cristão devoto de Géza, Estêvão I. Sua reivindicação foi apoiada sobretudo pelos húngaros pagãos, mas o exército real rechaçou seu exército próximo de Vesprímia em 997 ou 998. Foi morto na batalha ou em seu ducado, para onde fugiu. Seu corpo foi cortado em 4 pedaços e exibido nas muralhas das quatro maiores fortalezas da Hungria: Jaurino, Vesprímia, Estrigônio e Alba Júlia.

## Família
Cupano era filho de Zerinde, o Calvo, segundo a Crônica Iluminada do século XIV. Embora nenhuma fonte cite que descendia de Almo ou Arpades, o primeiro grão-príncipe da Hungria, sua tentativa para tomar o trono mostra que foi membro da Casa de Arpades. Os historiadores debatem qual dos quatro filhos de Arpades foi ancestral de Cupano. Os historiadores Gyula Kristó, László Szegfű e György Szabados dizem que foi provavelmente descendente do filho mais velho de Arpades, Tarcatzus, mas Kornél Bakay (que identifica Zerinde com Ladislau, o Calvo) escreve que o filho mais jovem de Arpades, Zaltas, era ancestral de Cupano. A data exata de seu nascimento não pode ser determinada. Ele alegadamente nasceu cerca de 950 e 965, pois sua reivindicação ao trono em 997 mostra que era o membro mais velho da Casa de Arpades à época.

## Duque de Simígio
A Crônica Iluminada do século XIV registra que "Cupano [...] controlou um ducado" (ducatum tenebat em latim) durante o reinado de Géza, que ascendeu ao trono cerca de 972, foi descrito como monarca cruel no final do século XI. Sua fama, junto com o fato que apenas alguns membros do século X da família real são conhecidos, sugere que Géza assassinou muitos de seus parentes, segundo o historiador Pál Engel.
Mesmo se Géza conduziu uma expurgo entre seus parentes, Cupano sobreviveu. Segundo a Crônica Iluminada, foi "duque de Simígio Duas fontes posteriores — Osvaldo Lasco do século XV e um monge cartuxo do século XVI — mencionaram que Cupano também foi senhor de Zala. Com base nas fontes, os historiadores modernos concordam que ele administrou a região sudoeste da Transdanúbia, muito provavelmente entre o lago Balatão e o rio Drava. Szabados diz que o pai de Cupano já havia dominado Simígio e Zala; em contraste, László Kontler escreve que ele recebeu seu ducado de Géza como compensação após Géza fazer seu próprio filho, Estêvão I, como herdeiro.

## Rebelião e morte

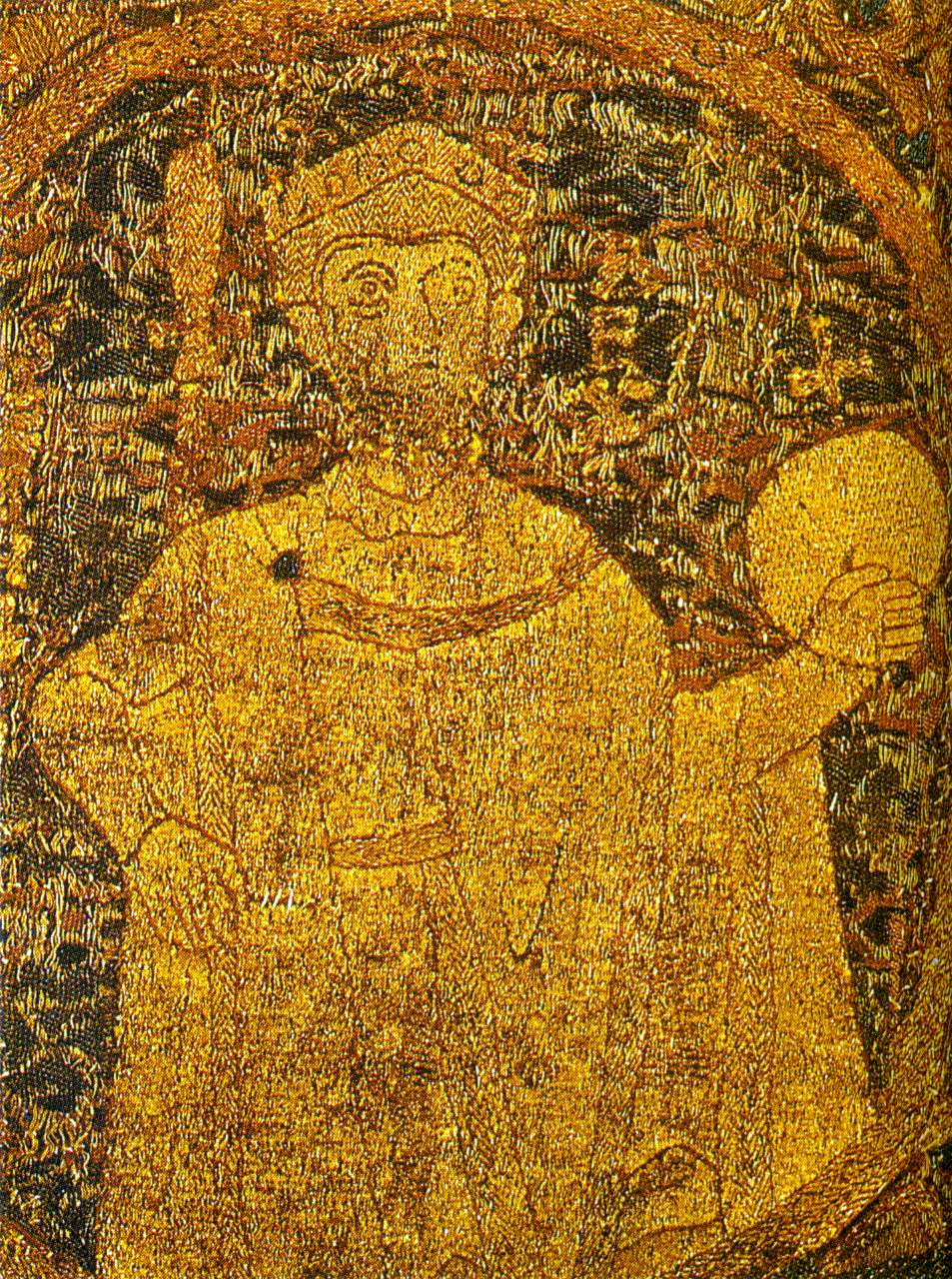
r.

Géza morreu em 997. No mesmo ano ou no seguinte, Cupano revoltou-se contra Estêvão, reclamando o trono e viúva de Géza, Sarolta. Sua reivindicação ao trono mostra que considerou-se o herdeiro legal de Géza segundo o príncipe tradicional de senioridade, mas em contraste com a lei cristã da primogenitura que apoiou o direito de Estêvão. O esforço de Cupano para casar-se com a viúva de Géza estava também alinhado ao costume pagão do levirato, mas os cristãos consideravam isso uma tentativa incesto. Ambas as reivindicações de Cupano sugerem que ele era pagão, ou inclinado ao paganismo mesmo se batizado.
No quase contemporâneo feito de fundação da Abadia de Panonalma, Estêvão mencionou que "certo condado chamado Simígio" tentou destroná-lo após a morte de seu pai. A Lenda Menor do Rei São Estêvão do século XI declarou que "certos nobres cujos corações estavam inclinados a banquetes inúteis" vivaram-se contra Estêvão após sua ascensão ao trono. Ambas as fontes sugere que não foi Estêvão que começou a guerra, mas que Cupano rebelou-se contra ele.
Cupano começou a "destruir os castelos de Estêvão, saquear suas propriedades [e] assassinar seus servos", segundo a Lenda Menor. A mesma fonte também escreve que Cupano sitiou Vesprímia, mas Estêvão reuniu seu exército, marchou à fortaleza e aniquilou as tropas de Cupano. Os cavaleiros germânicos que se assentaram na Hungria após Estêvão casar-se com Gisela da Baviera em 996, desempenharam um papel proeminente na vitória do exército real. O comandante do exército real, Vencelino, foi um dos imigrantes germânicos. O feito da fundação da Abadia de Panonalma inclusive se refere a guerra civil como uma luta entre "germânicos e húngaros".
Cupano foi morto por Vencelino na batalha próximo de Vesprímia, segundo o capítulo 64 da Crônica Iluminada. Por outro lado, o capítulo 40 da mesma fonte diz que Vencelino matou Cupano em Simígio. Ele o último relato é válido, Cupano fugiu do campo de batalha após sua derrota, mas o exército real perseguiu e matou-o em seu ducado. Sob ordem de Estêvão, o corpo de Cupano foi esquartejado e suas partes foram penduradas nas muralhas de Jaurino, Vesprímia, Estrigônio e Alba Júlia.